# Église Saint-Augustin de Paris
 (mai 2020).
Si vous disposez d'ouvrages ou d'articles de référence ou si vous connaissez des sites web de qualité traitant du thème abordé ici, merci de compléter l'article en donnant les références utiles à sa vérifiabilité et en les liant à la section « Notes et références ».
Pour les articles homonymes, voir Église Saint-Augustin.
L’église Saint-Augustin est une église du 8e arrondissement de Paris construite entre 1860 et 1871 par Victor Baltard.

## Histoire
En 1831, une chapelle provisoire, dédiée à saint Augustin, est édifiée au no 11 rue de Laborde. Elle est construite en bois.
L’église est construite entre 1860 et 1871, dans le quartier de la Petite Pologne, actuellement quartier de l'Europe, place Saint-Augustin dans le 8e arrondissement de Paris. Au moment du Second Empire ce quartier change avec un afflux démographique entraînant la construction d’immeubles. Le préfet Haussmann fait tracer de larges avenues rectilignes. Les carrefours appellent des édifices prestigieux.
Au mois de janvier 1867, l'abbé Langénieux est transféré à la cure de l'église Saint-Augustin. Ce quartier neuf de la capitale voyait s'élever sur ses larges boulevards, autour de l'église de style original alors en construction, les luxueuses demeures d'une société aristocratique. Il accélère la marche des travaux de l'église, fait construire le vaste presbytère où le curé et vingt vicaires trouvent une habitation simple, mais commode et bien aménagée.
Napoléon III décida que la crypte de l'église abriterait les sépultures des princes de la famille impériale, celle des empereurs et impératrices devant demeurer en la basilique Saint-Denis,. Finalement, l'empereur meurt en exil en Angleterre et est inhumé avec sa femme et son fils à l'abbaye Saint-Michel de Farnborough.
La volonté de construire cet édifice bien en vue a cependant un inconvénient. Située au carrefour du boulevard Haussmann et du boulevard Malesherbes, tous deux très fréquentés, et qui plus est dans un secteur pavé, cette église est sans doute l'une des plus bruyantes de Paris, le bruit de la circulation restant très présent à l'intérieur de la nef, ce qui est peu propice au recueillement.

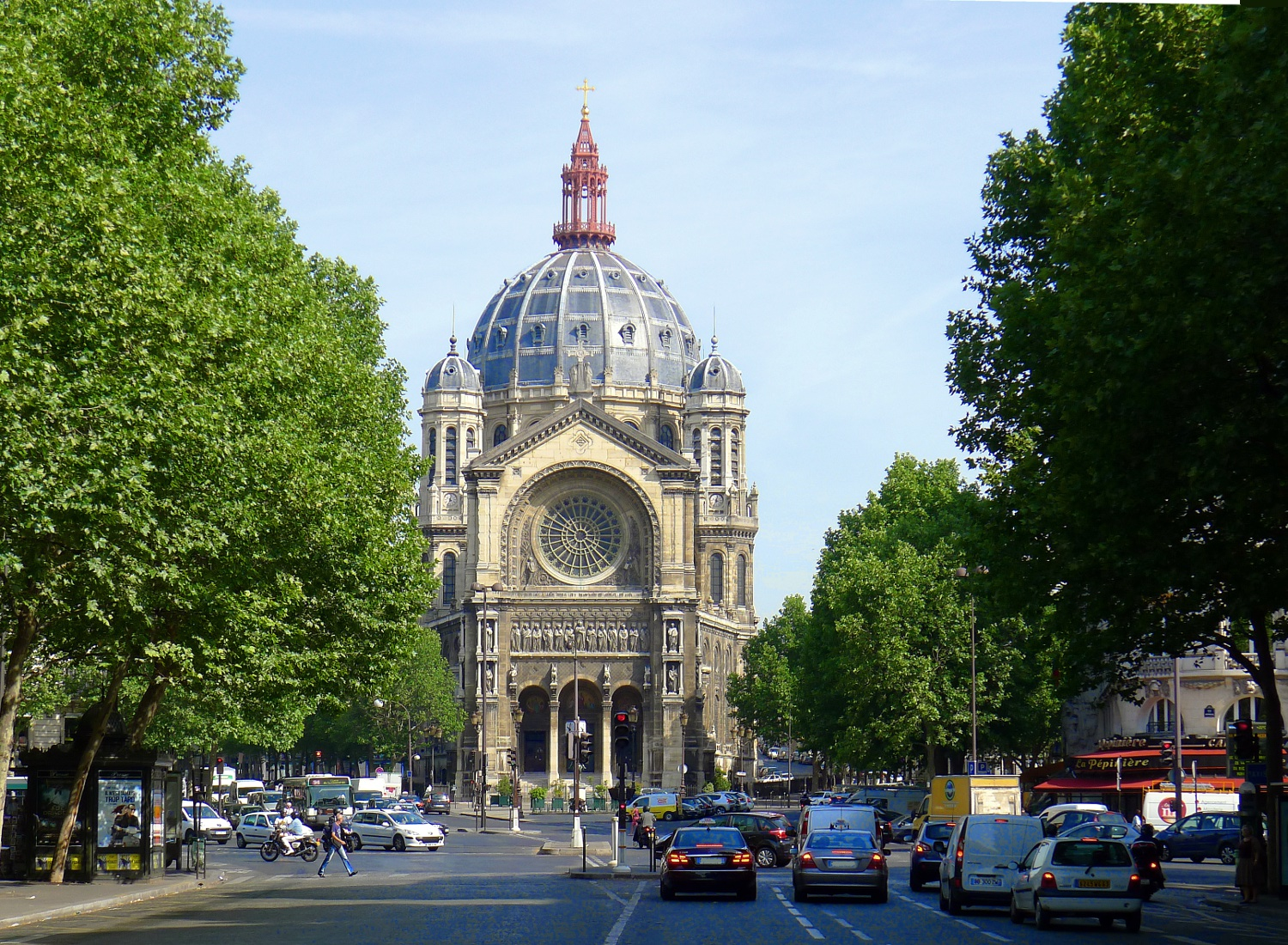
L'église, vue du boulevard Malesherbes.
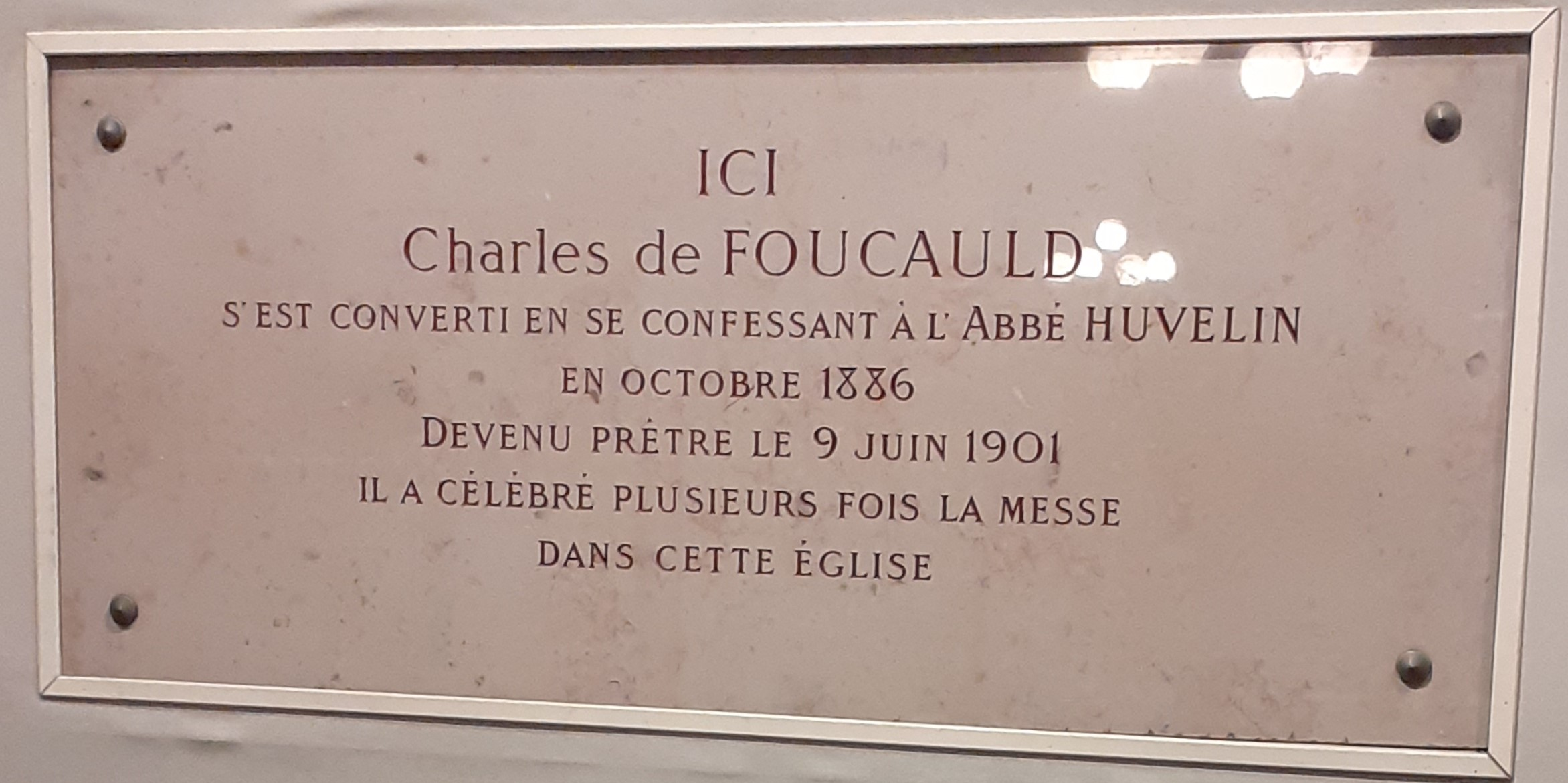
Plaque souvenir de la conversion de Charles de Foucauld.

C'est dans cette église qu'en 1886 se convertit Charles de Foucauld, qui fut influencé par le vicaire de cette paroisse l'abbé Huvelin ; et que le 8 avril 1890 Edmond Rostand épousa Rosemonde Gérard. À cette époque, l'organiste de l'église était le compositeur Eugène Gigout.
La façade de l'église a été restaurée entre septembre 2016 et janvier 2018 pour un montant de 4,2 millions d'euros financée par la ville de Paris et le ministère de la Culture,. L'église reste néanmoins dans un état préoccupant : la coupole est cachée par un filet depuis des années pour empêcher les pierres de tomber ; deux des écoinçons peints par Émile Signol ont été déposés car ils se détachaient et sont entreposés, roulés, sur la tribune du bras gauche du transept ; et le 19 juin 2021, il pleuvait à torrent dans la nef.

## Description
Construite par Victor Baltard (architecte des Halles de Paris) et secondé d'Émile Vaudremer, cette église trouve son originalité dans sa structure moderne, mais aussi dans son style éclectique très syncrétique, faisant une synthèse complexe d'éléments inspirés des arts roman, byzantin, gothique, Renaissance et baroque. Elle est le premier édifice religieux d’une telle ampleur à utiliser le fer et la fonte. Elle mesure près de 100 mètres de long et la hauteur de sa coupole s'élève à plus de 80 mètres. Grâce à la structure métallique, les contreforts habituels n'existent pas.
Le terrain n'étant pas rectangulaire, le plan est original : façade étroite, chœur très vaste. À mesure que l'on s'approche de celui-ci, les chapelles adjacentes deviennent de plus en plus imposantes.

### Extérieur
Ornant la façade, les symboles des quatre Évangélistes au-dessus des arcades et, sous la rosace, les douze apôtres.

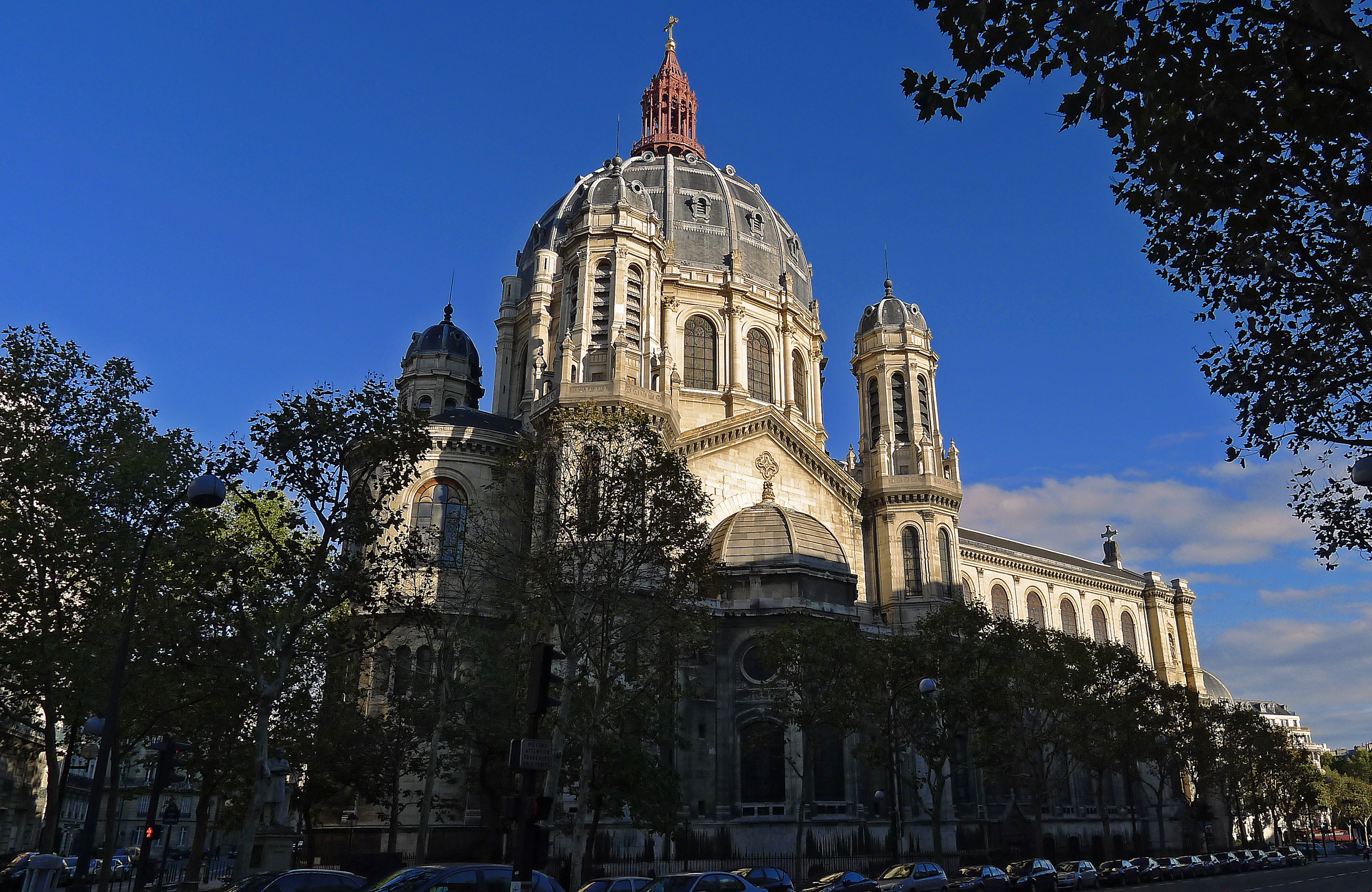
L'église vue du boulevard Malesherbes avec ses coupoles pseudo byzantines.
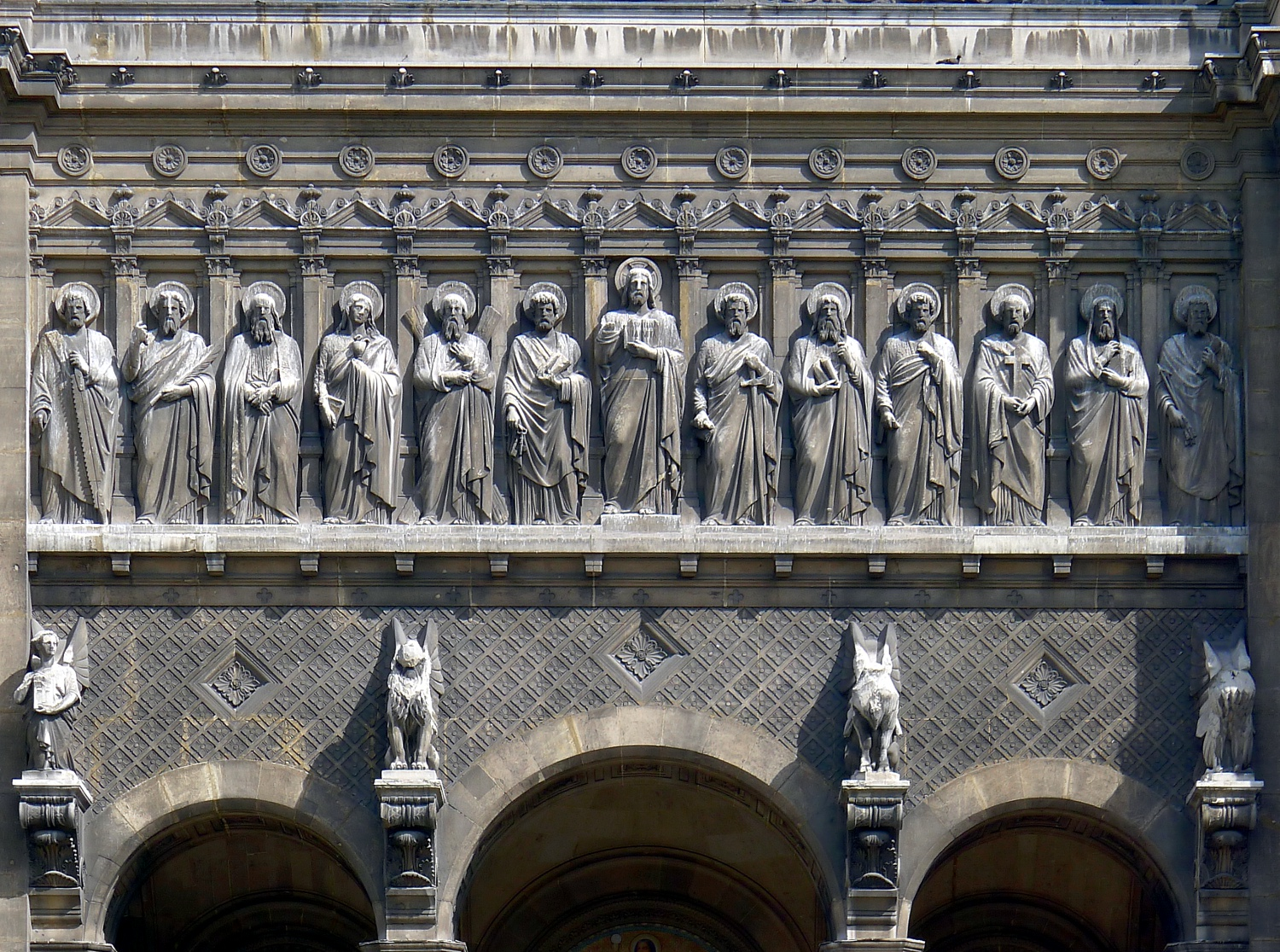
La frise de Jésus avec les apôtres sur la façade principale (sud).
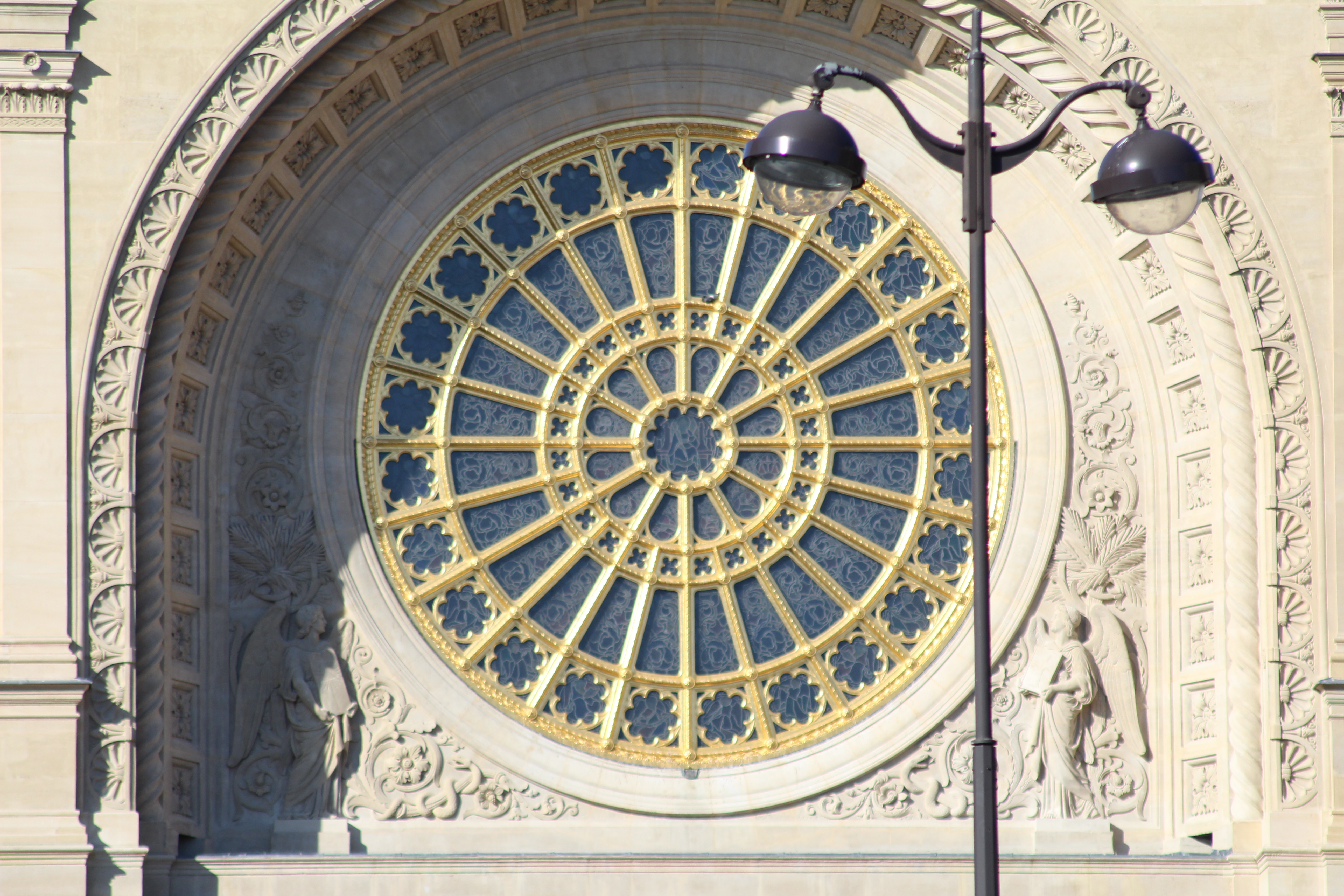
La rosace.
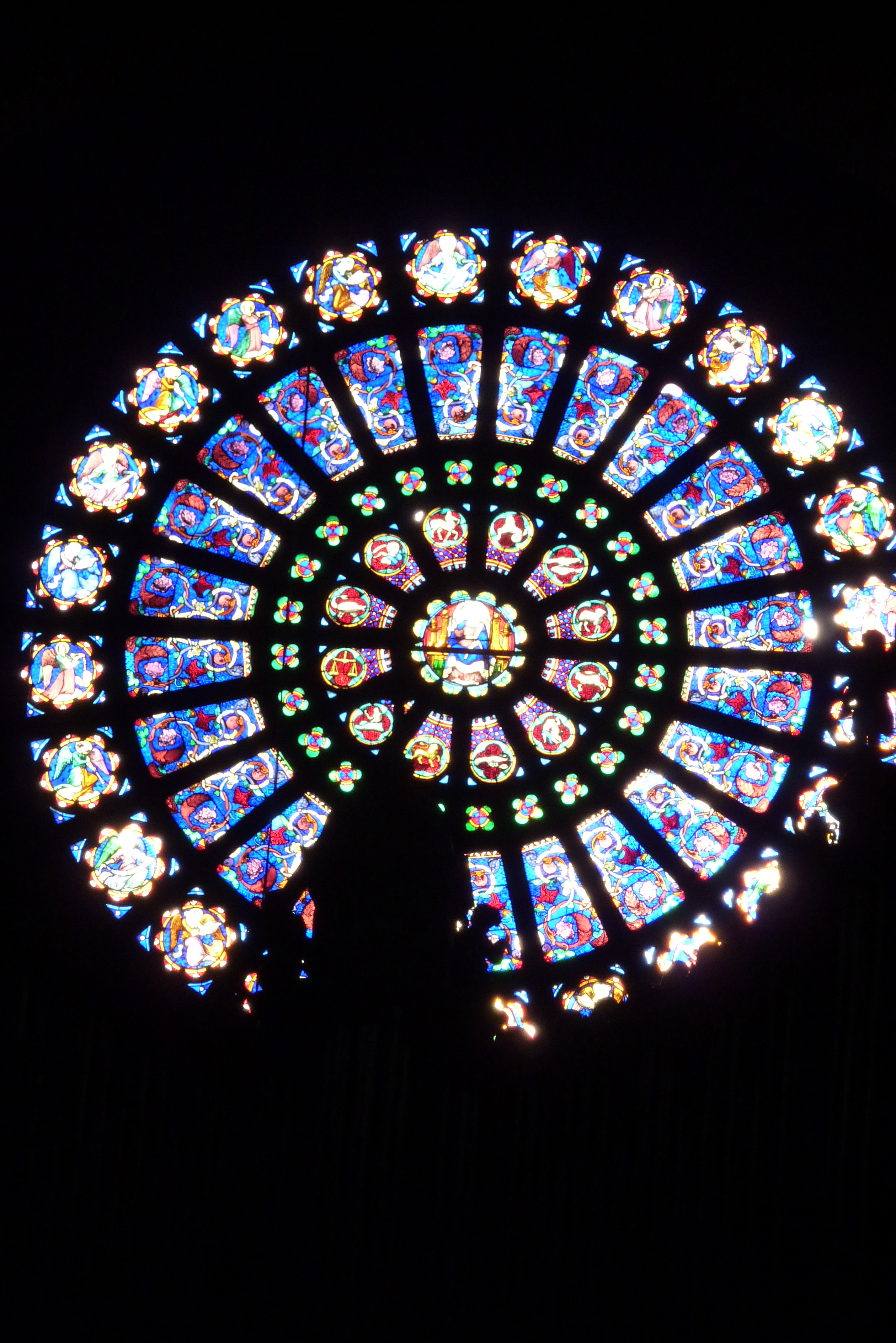
La rosace de l'intérieur.
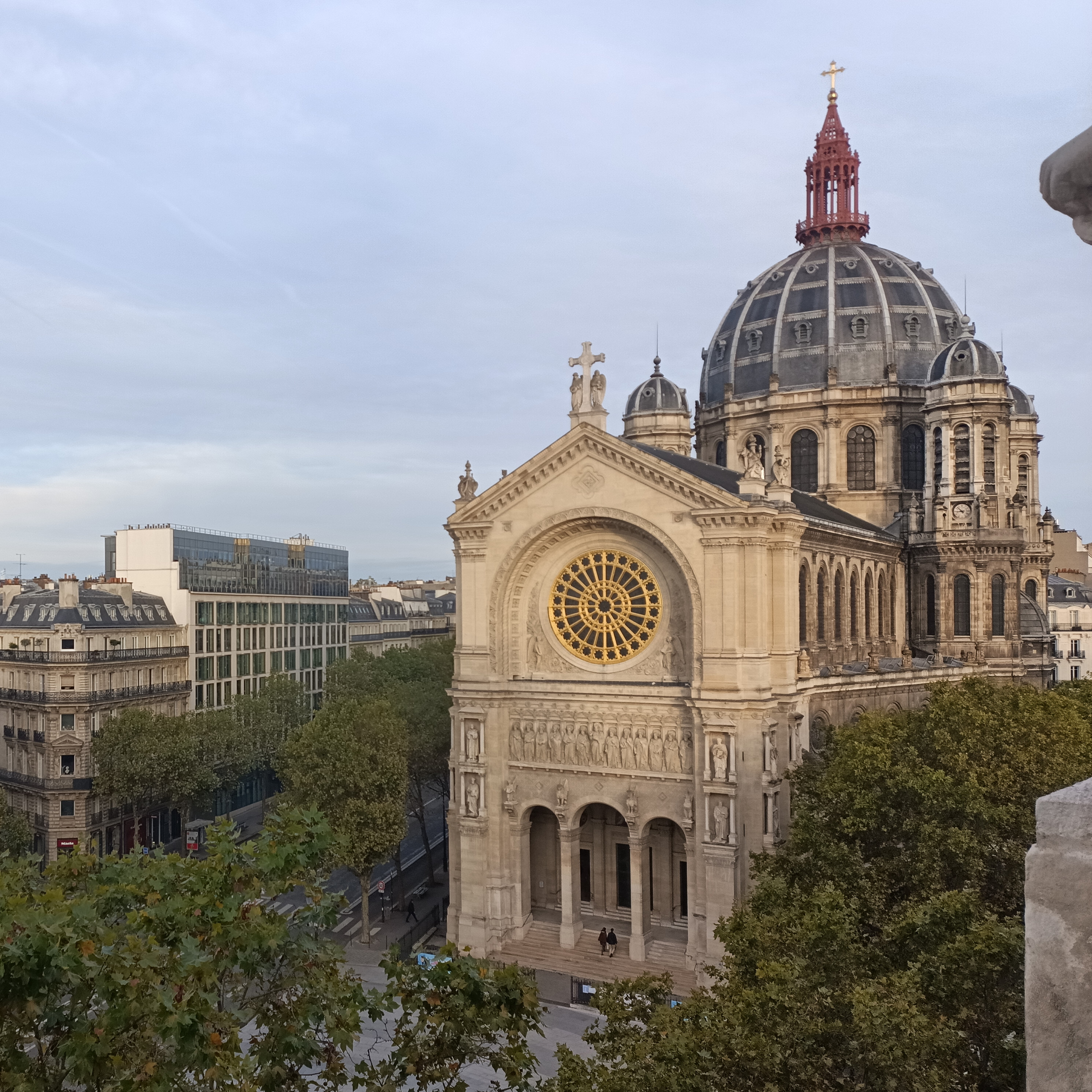
Vue d'en haut.

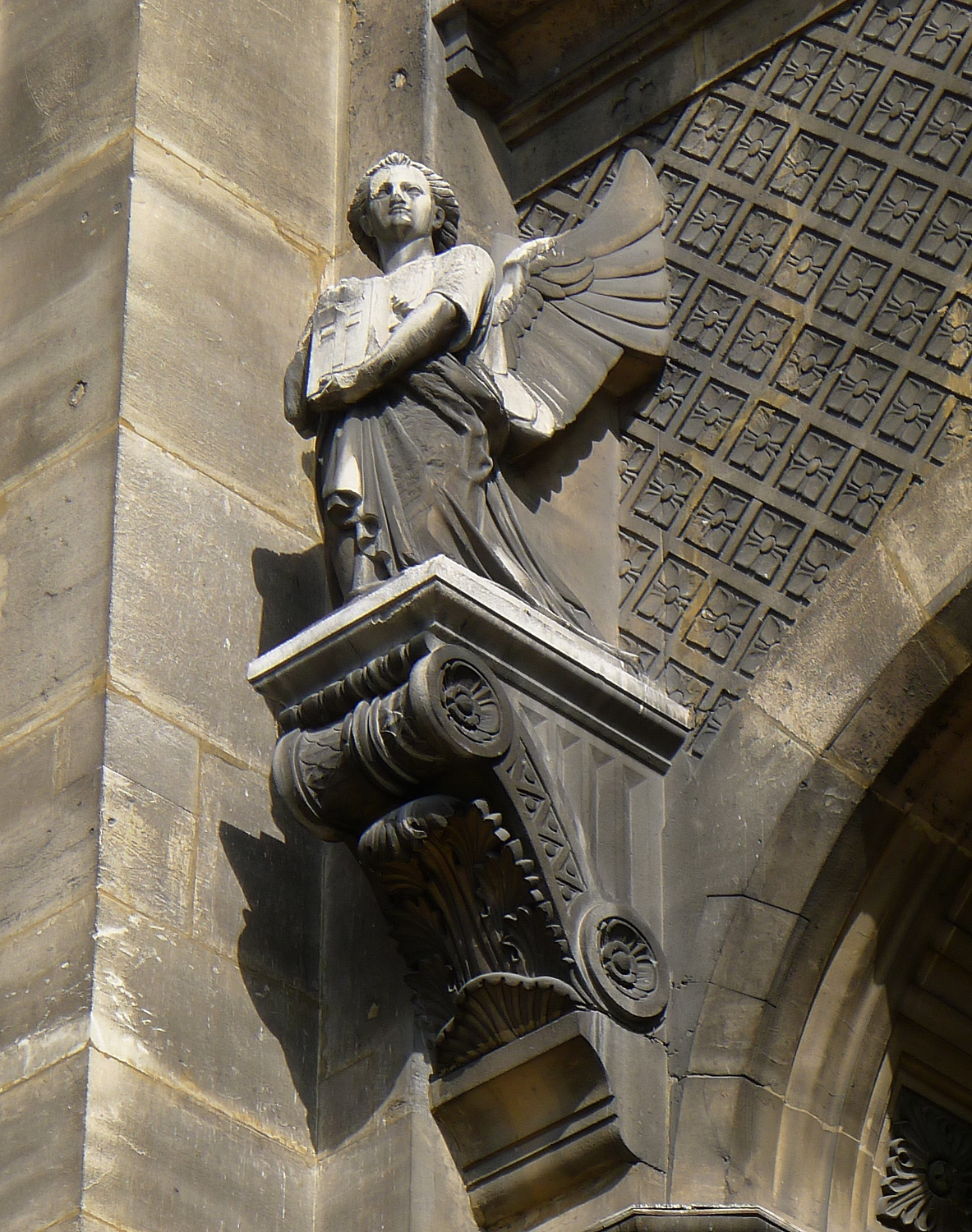
Sculptures des évangélistes avant restauration (Matthieu en archange).
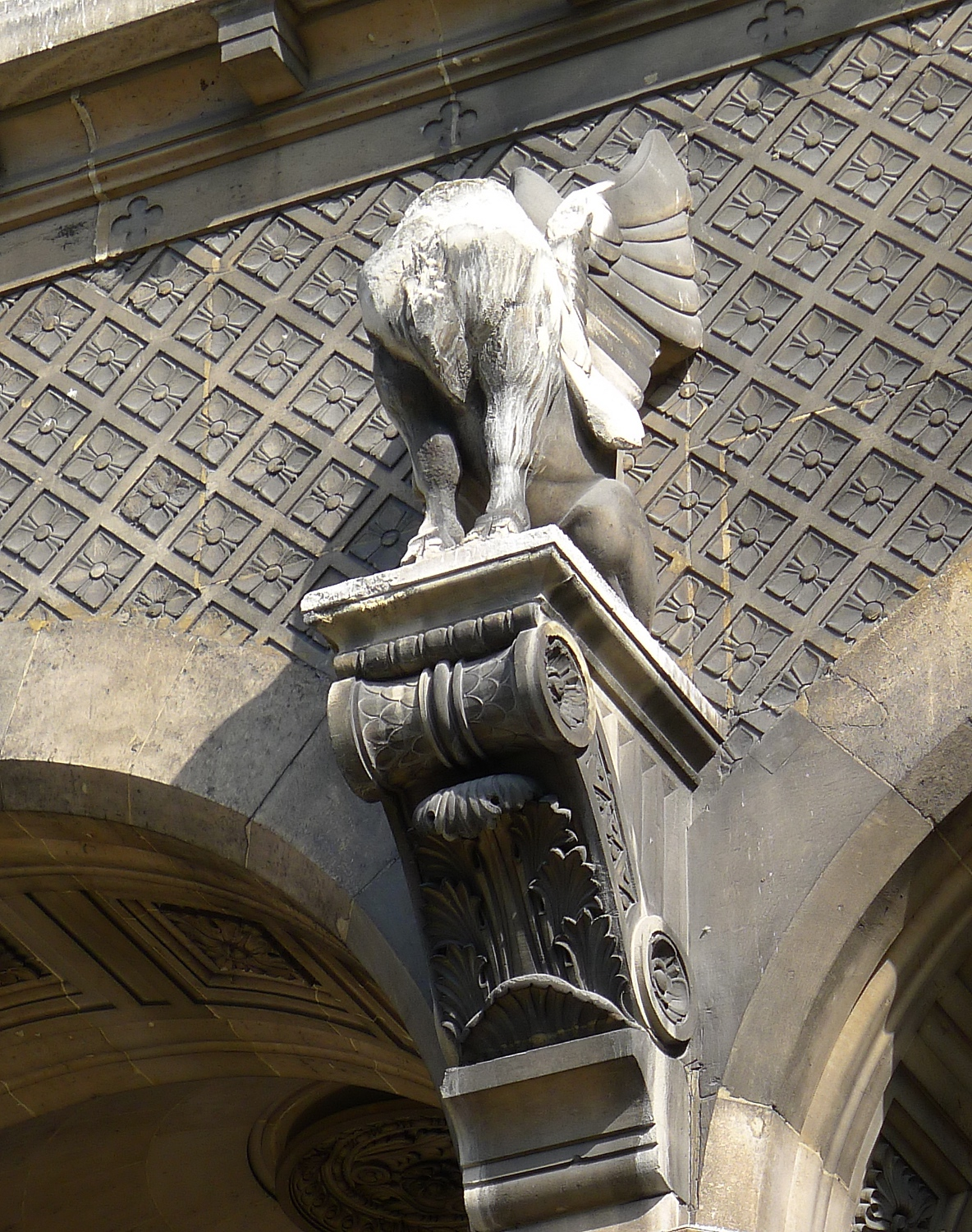
Luc (bœuf).
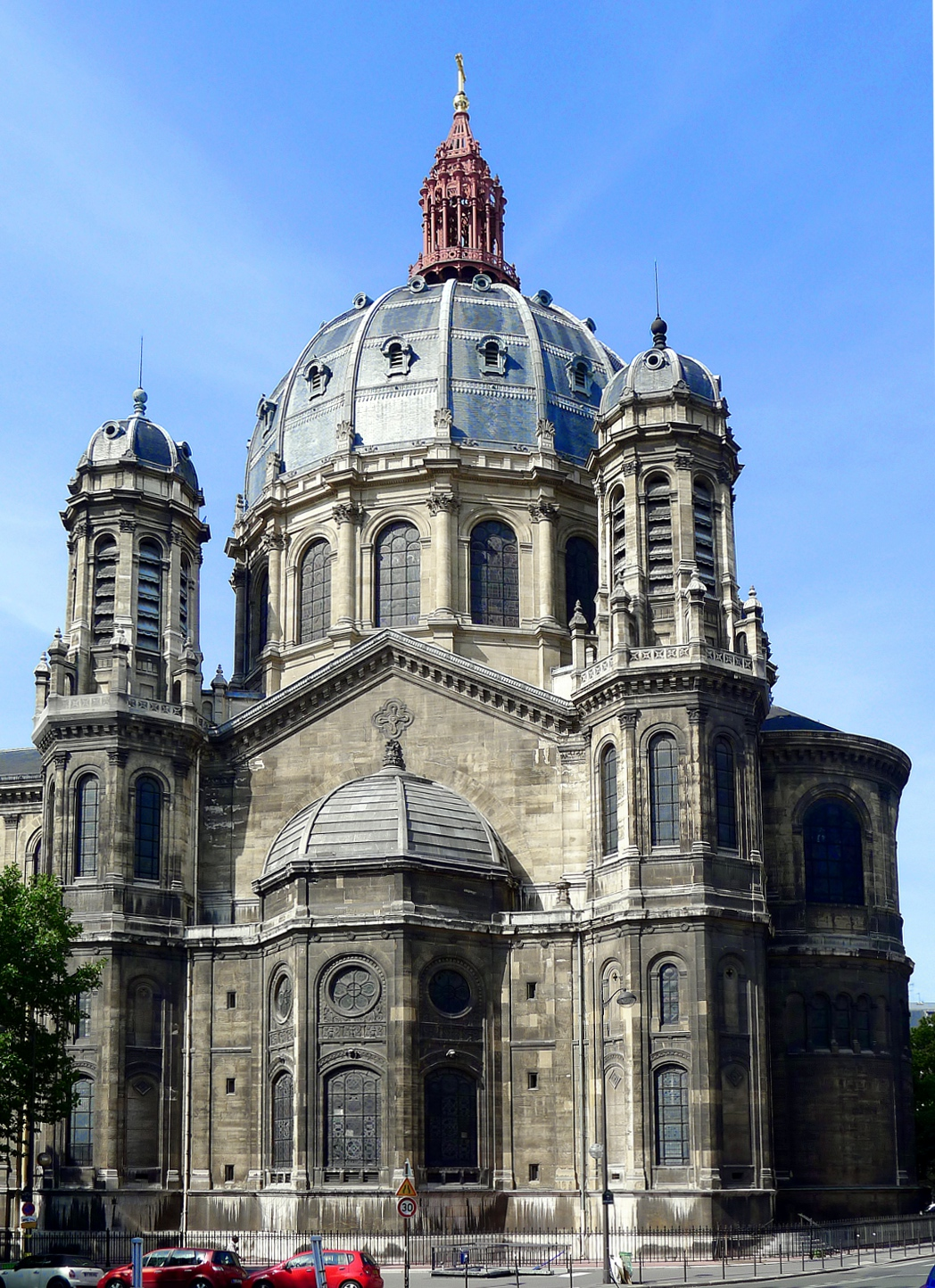
Le chevet et les coupoles.
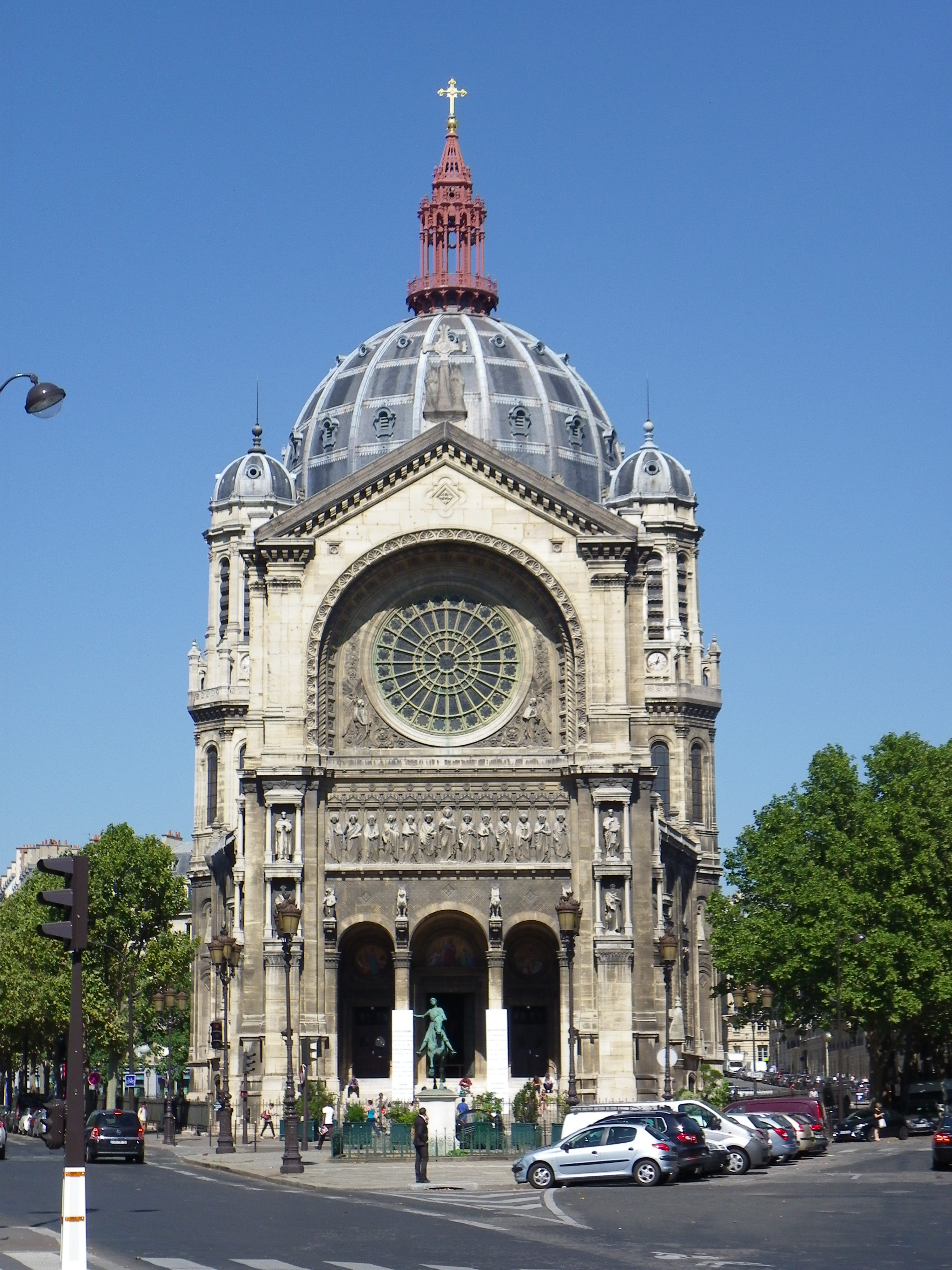
Vue d'ensemble.
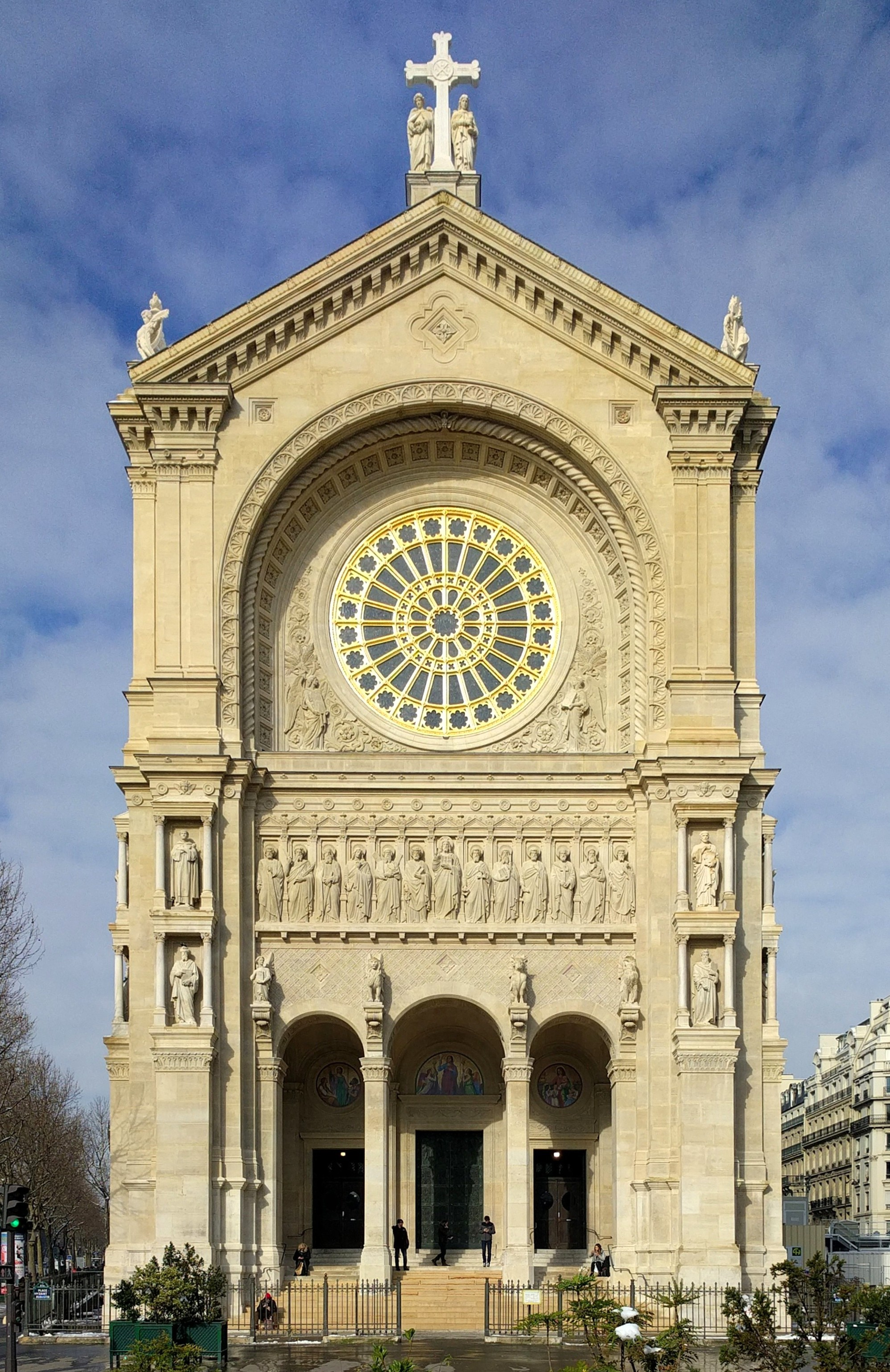
Façade rénovée en 2018.
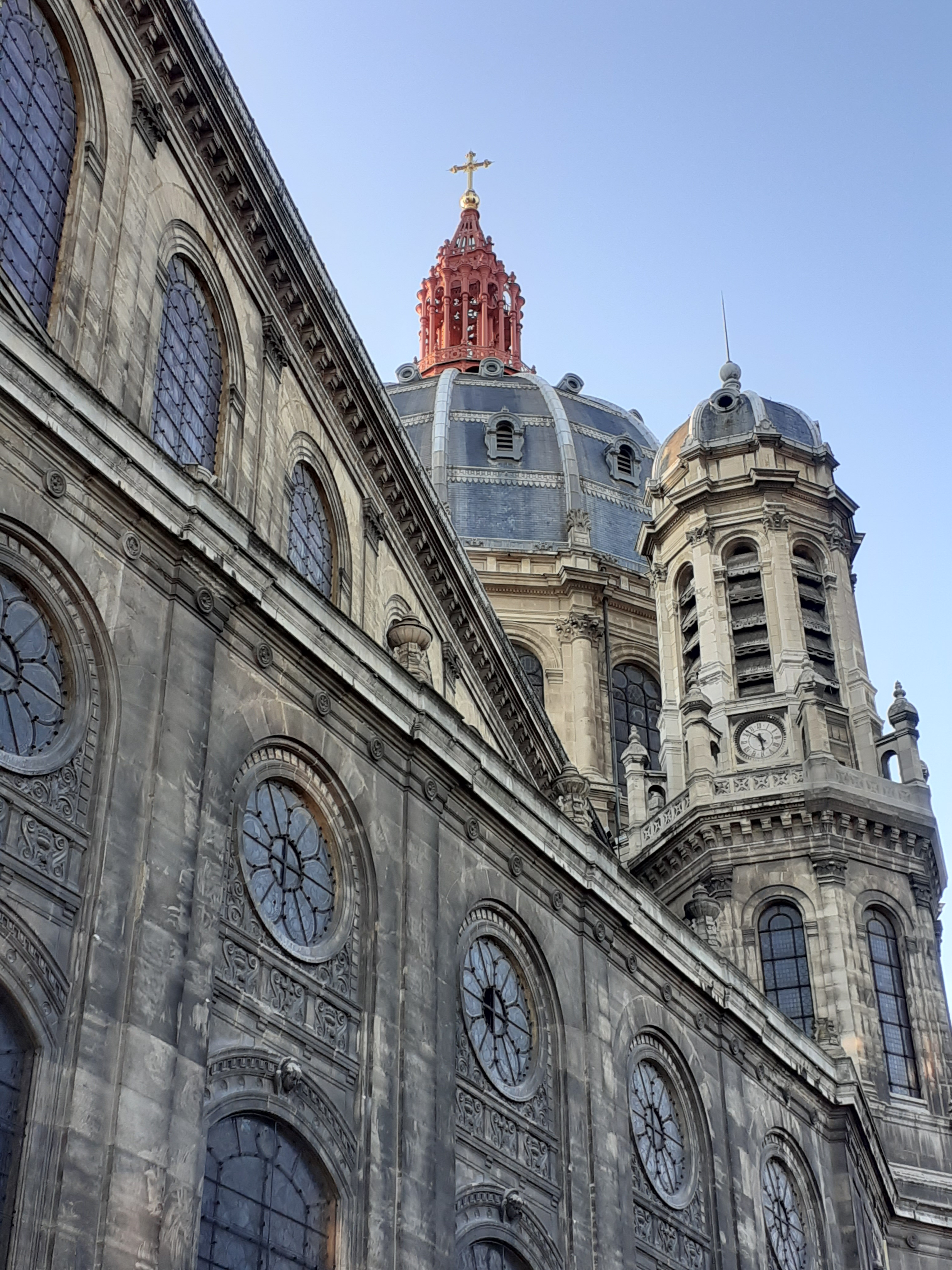
Façade latérale, petite coupole et coupole principale.
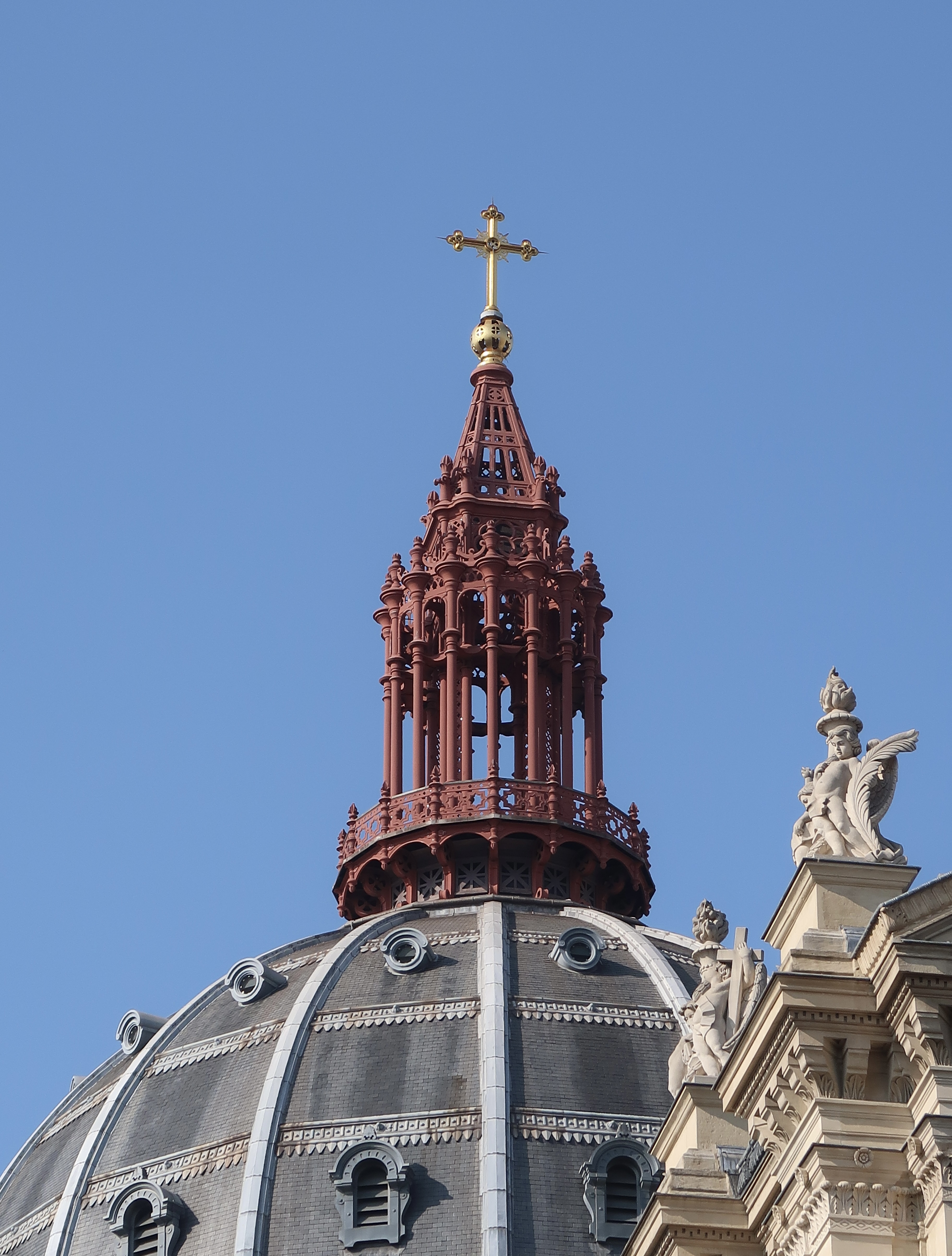
Lanternon.

### Intérieur
À l'intérieur, on remarque que les colonnes en fonte qui soutiennent la voûte et la coupole sont également des éléments décoratifs avec leurs anges polychromes.
Les vitraux de la nef qui alignent évêques et martyrs des premiers siècles sont du peintre-verrier Laurent-Charles Maréchal. Ceux de la rosace de huit mètres de diamètre sont dus à Prosper Lafaye.
Les peintures de la nef, Le Baptême de Saint Augustin et La Mort de Sainte Monique sont l’œuvre du peintre Diogène Maillart.
La toile Le Festin de Balthazar est de Claude Guy Hallé.

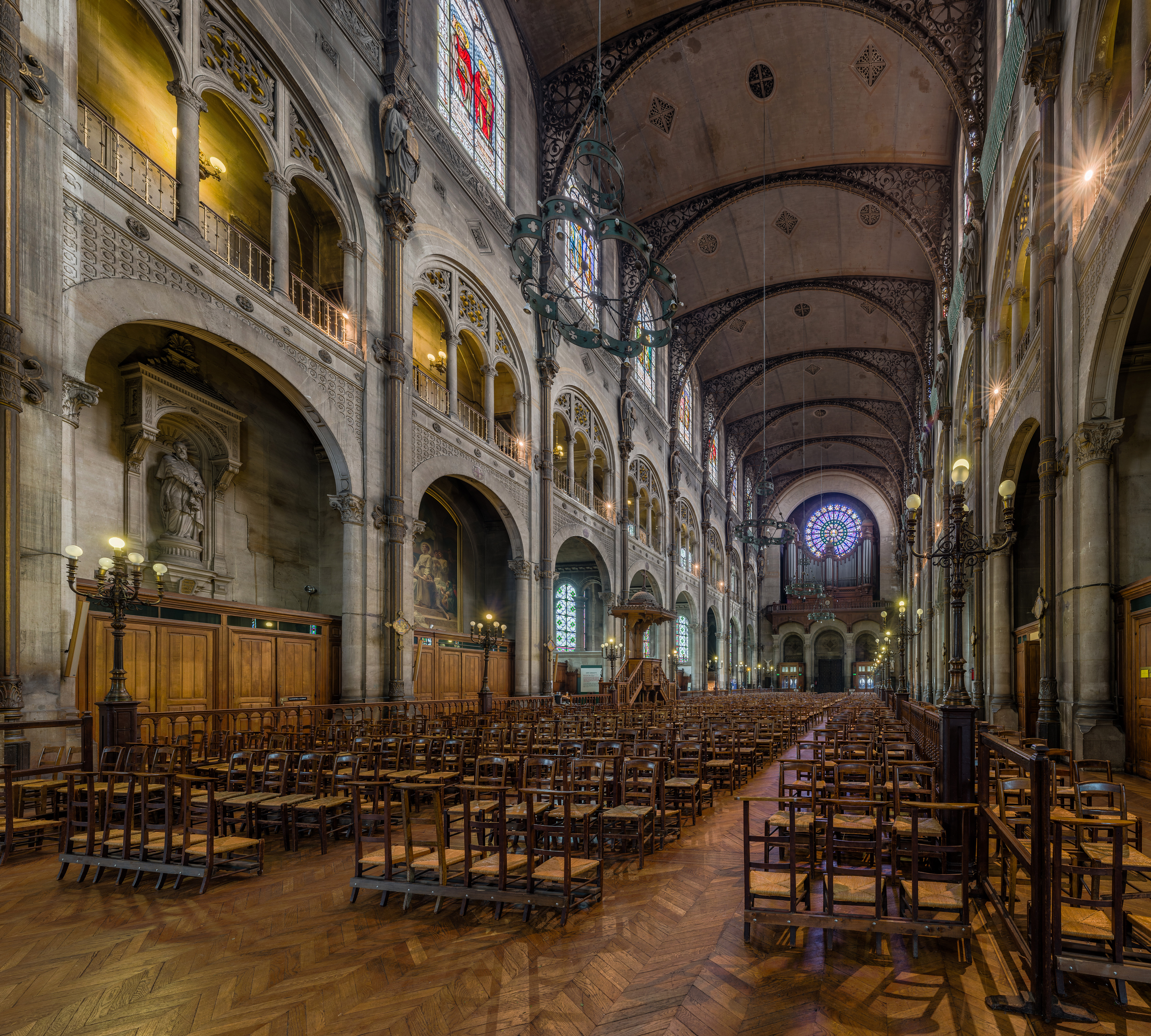
La nef et les grandes orgues.
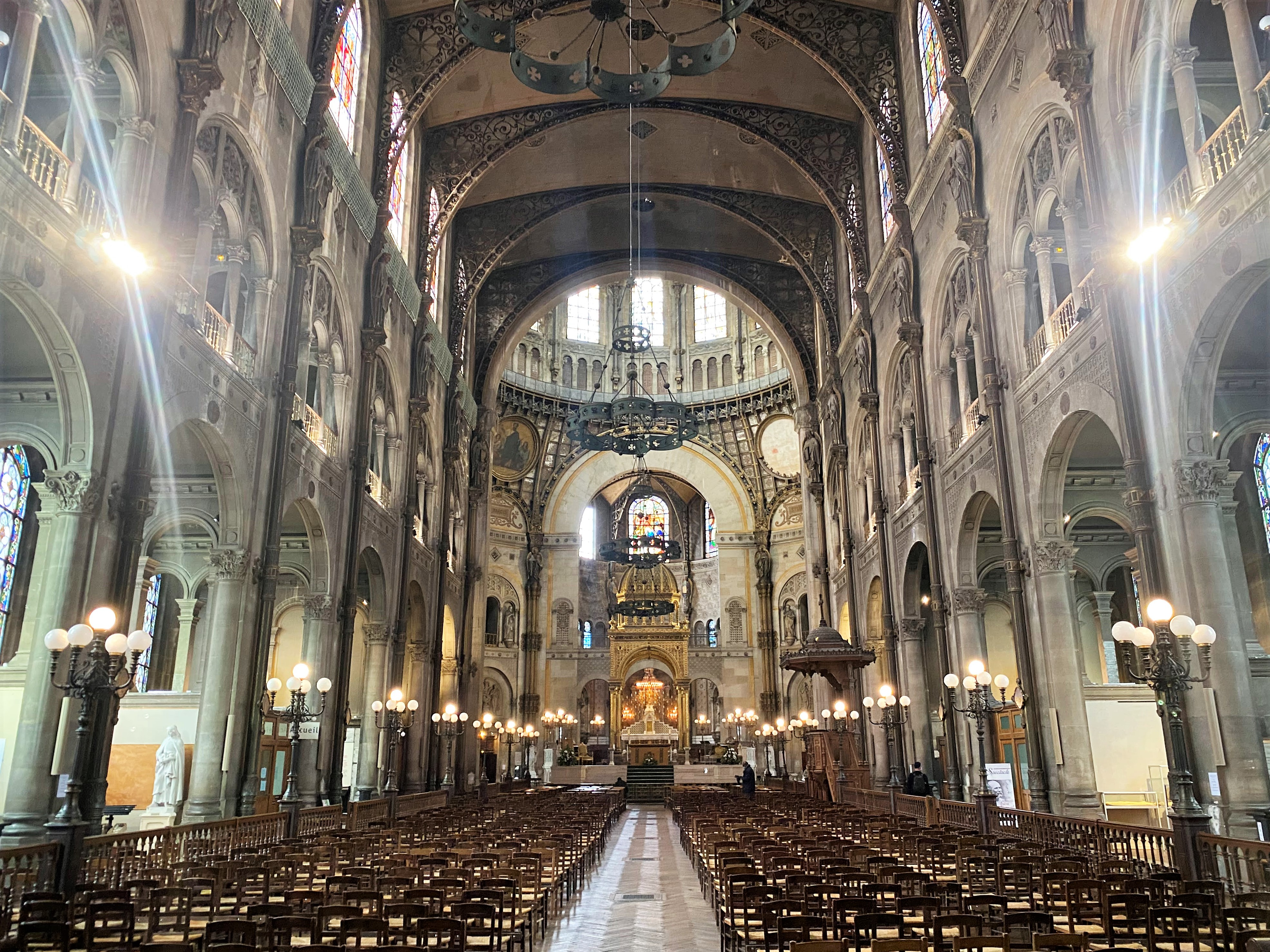
La nef et le chœur.
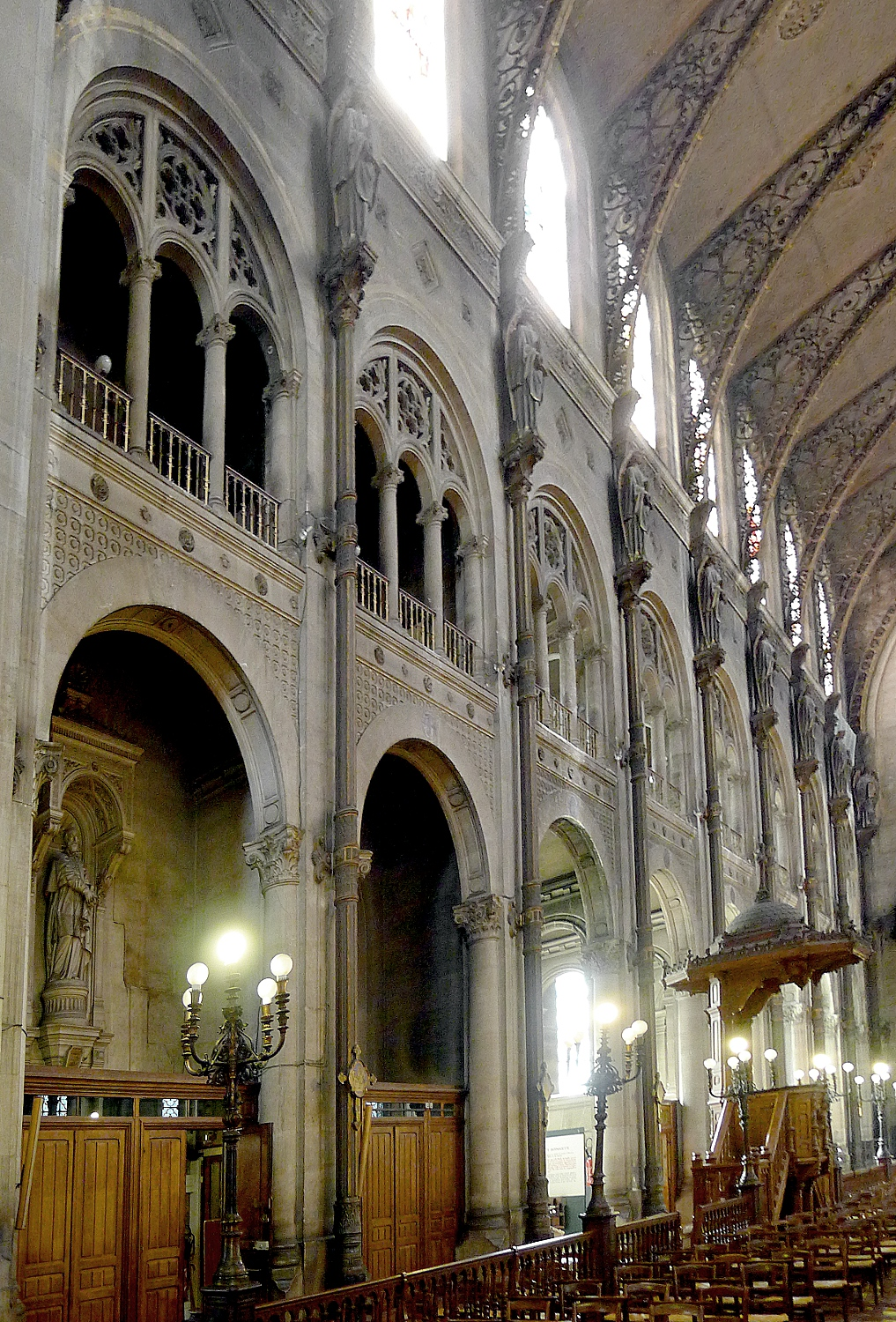
La tribune droite avec la chaire.
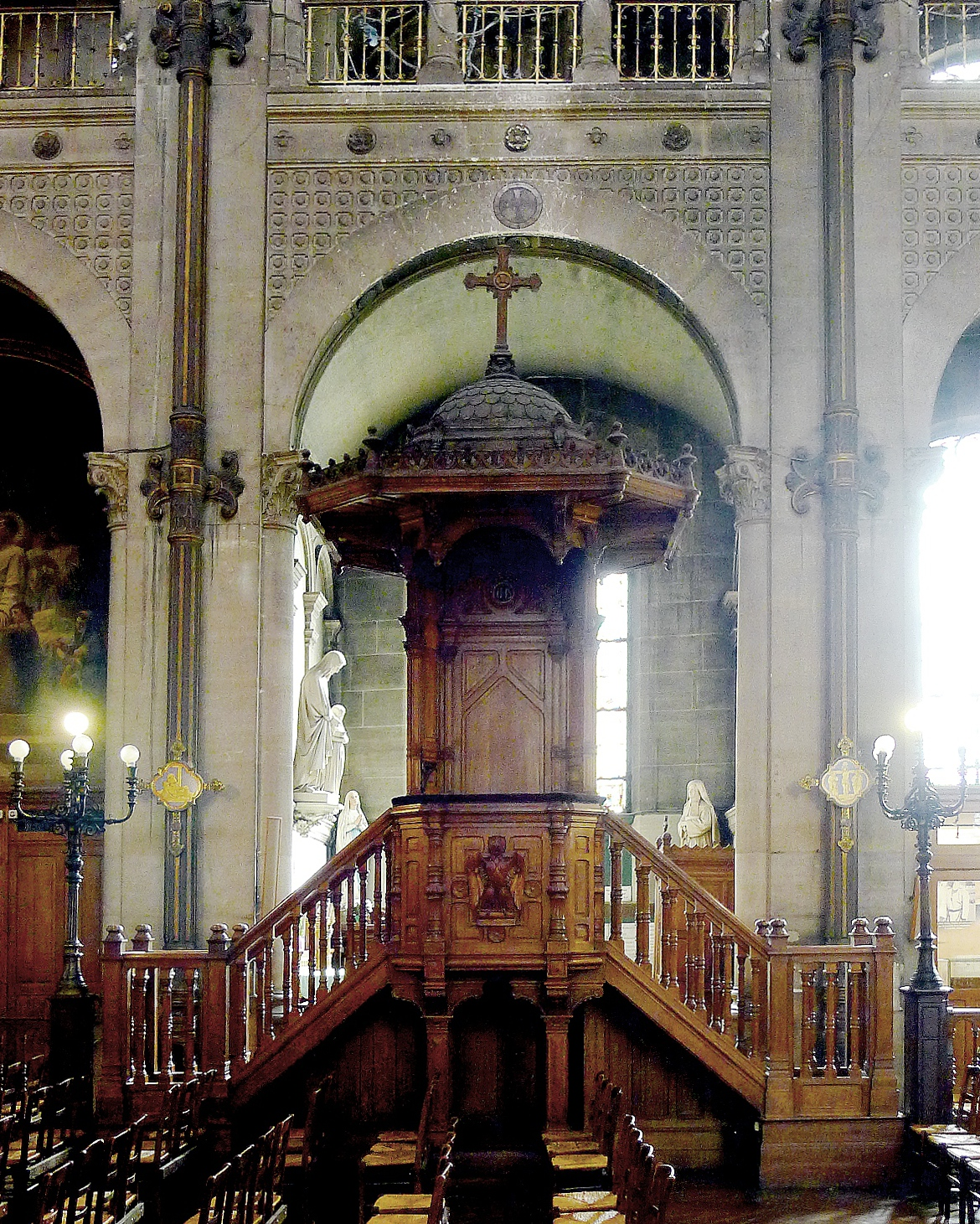
La chaire.
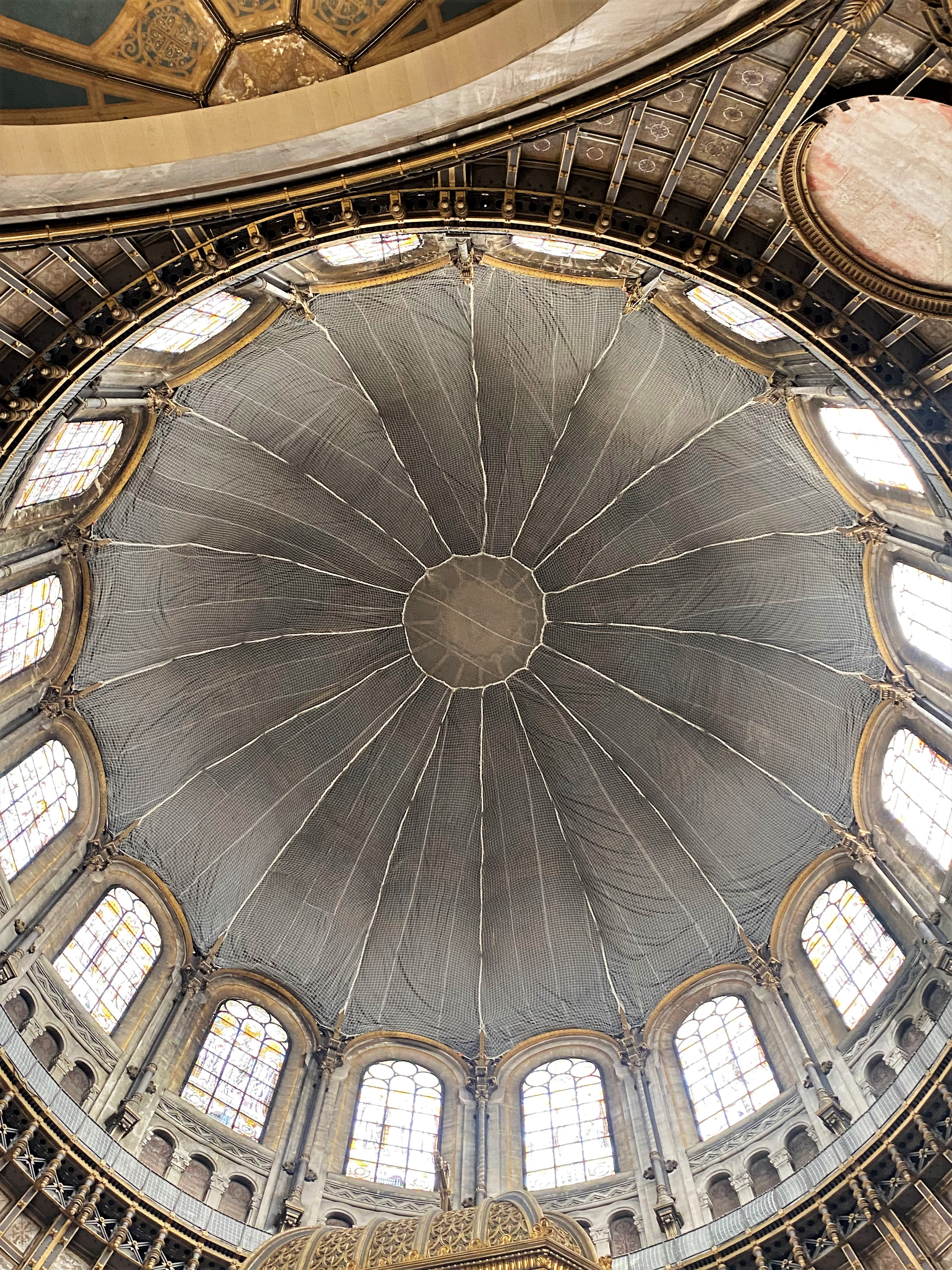
La coupole vue de l'intérieur (bâchée).
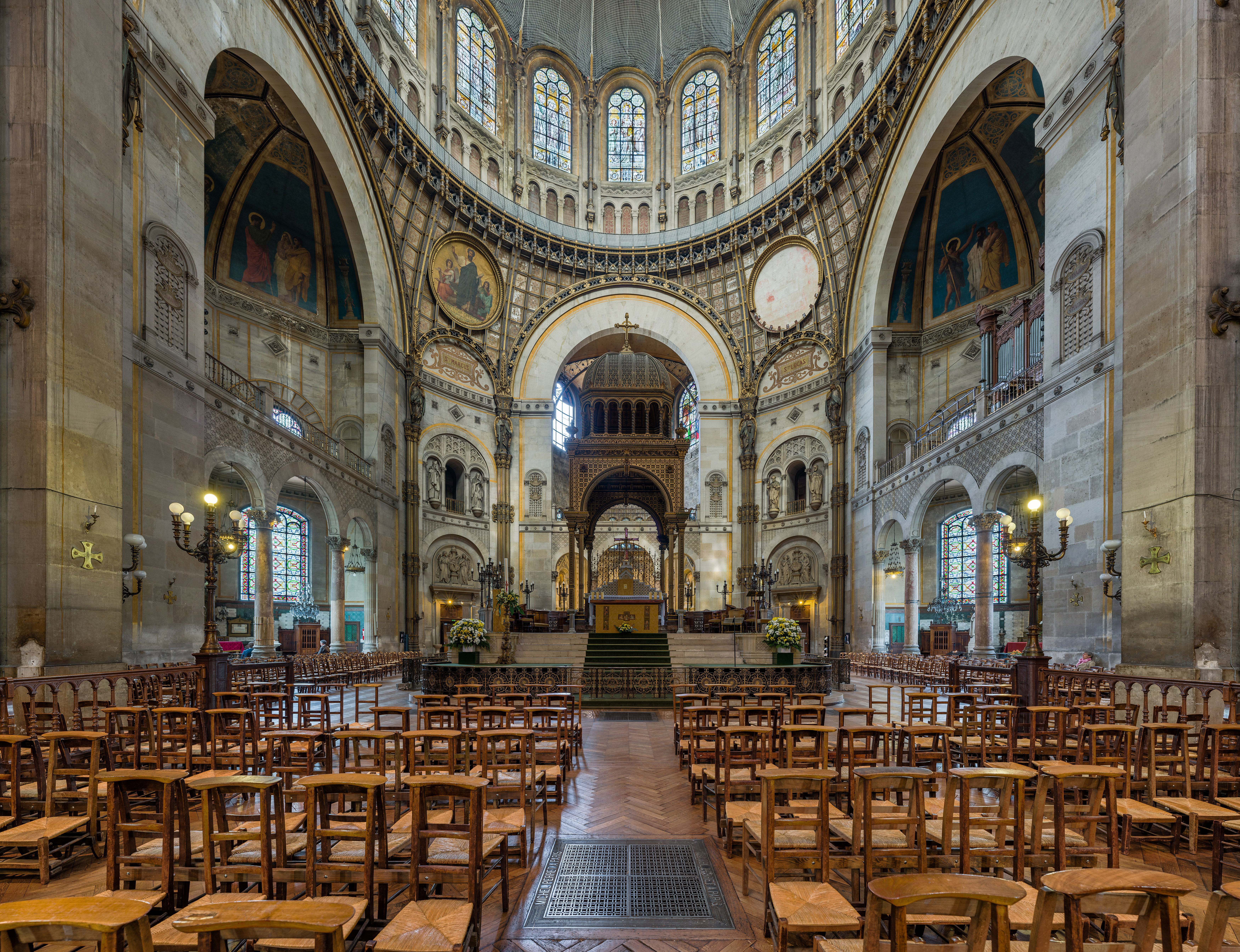
Vue d'ensemble du chœur.
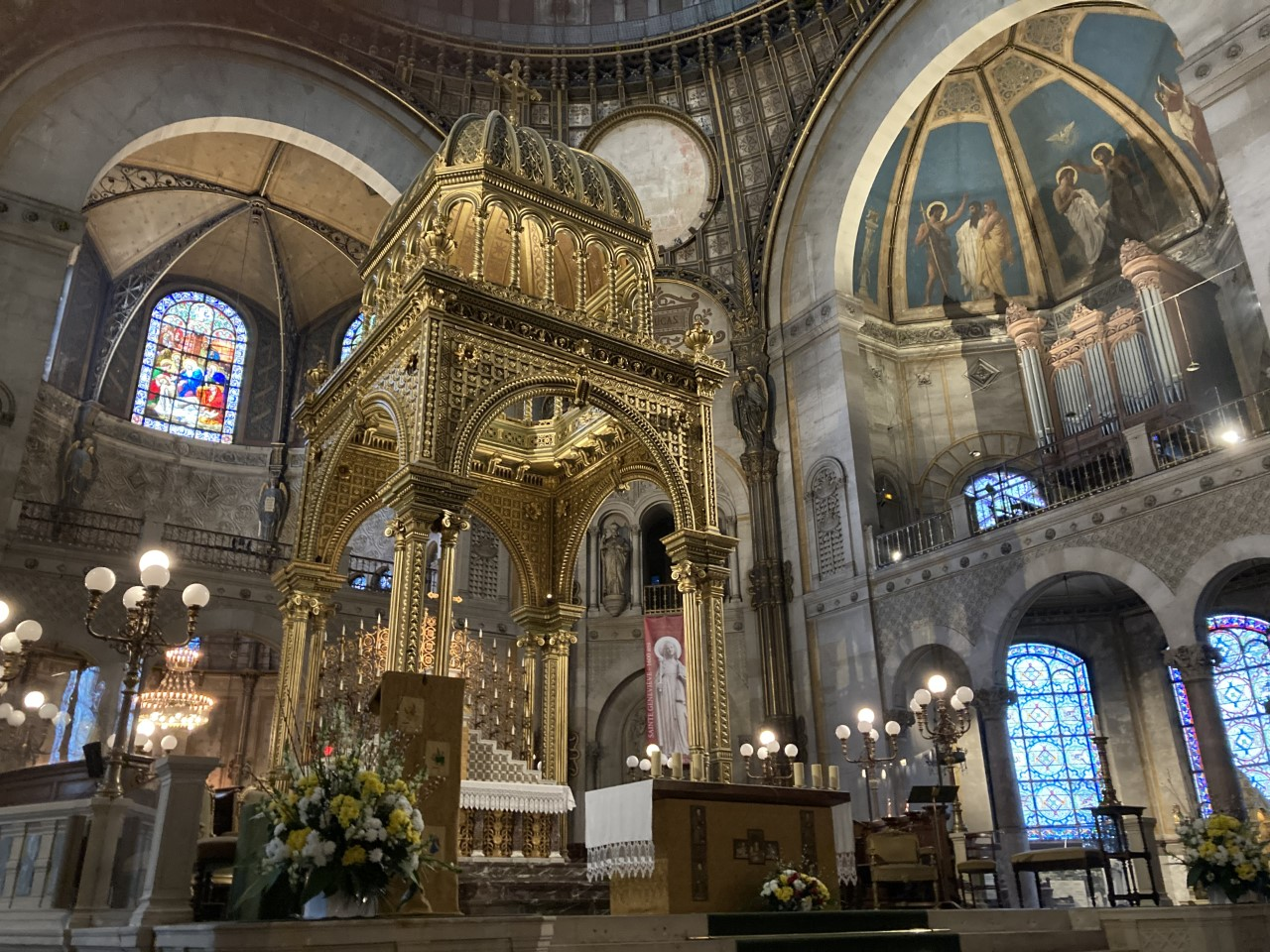
Chœur, maître-autel, ciborium, orgues du chœur et fresque de William Bouguereau.
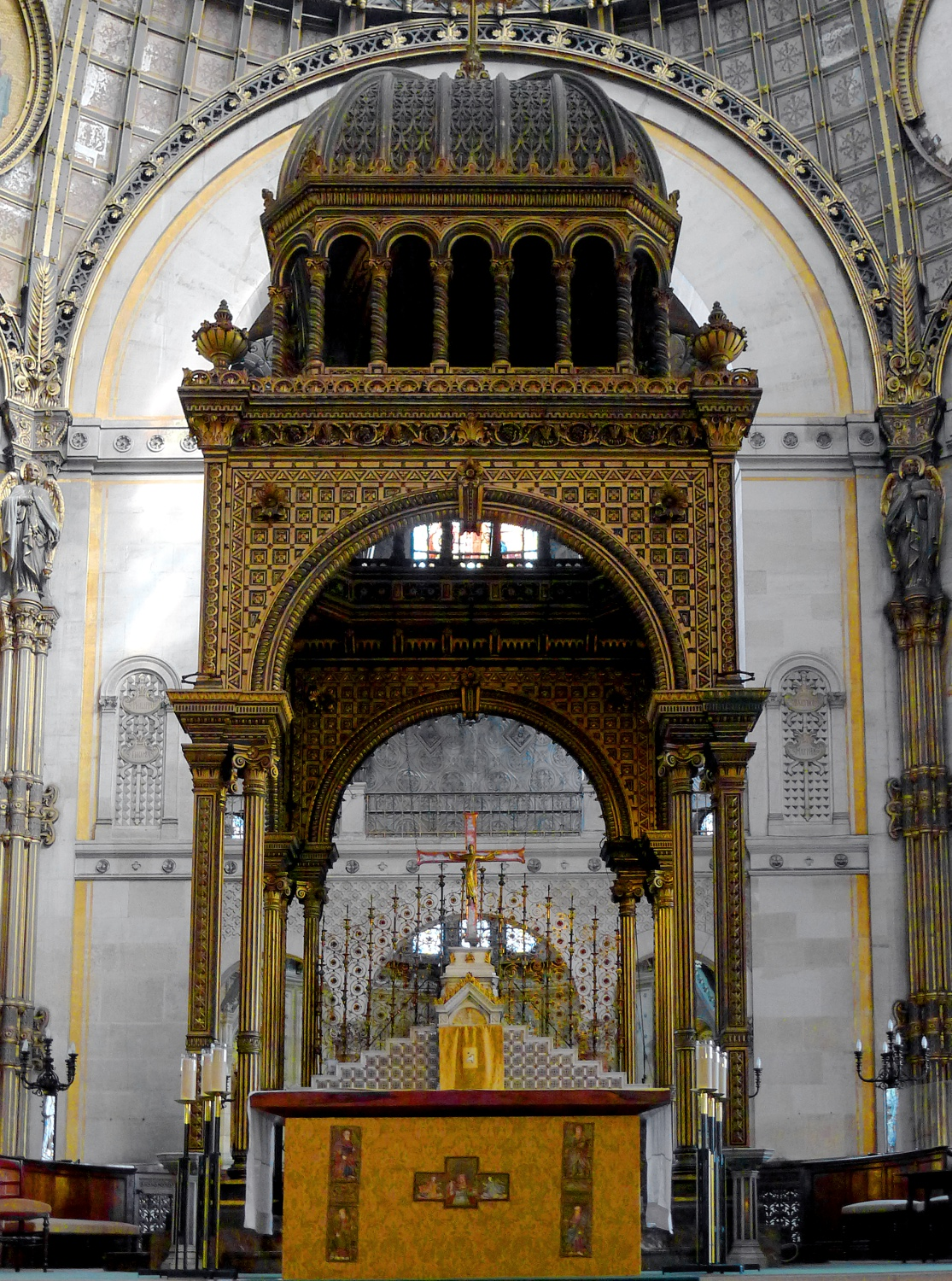
Le ciborium.
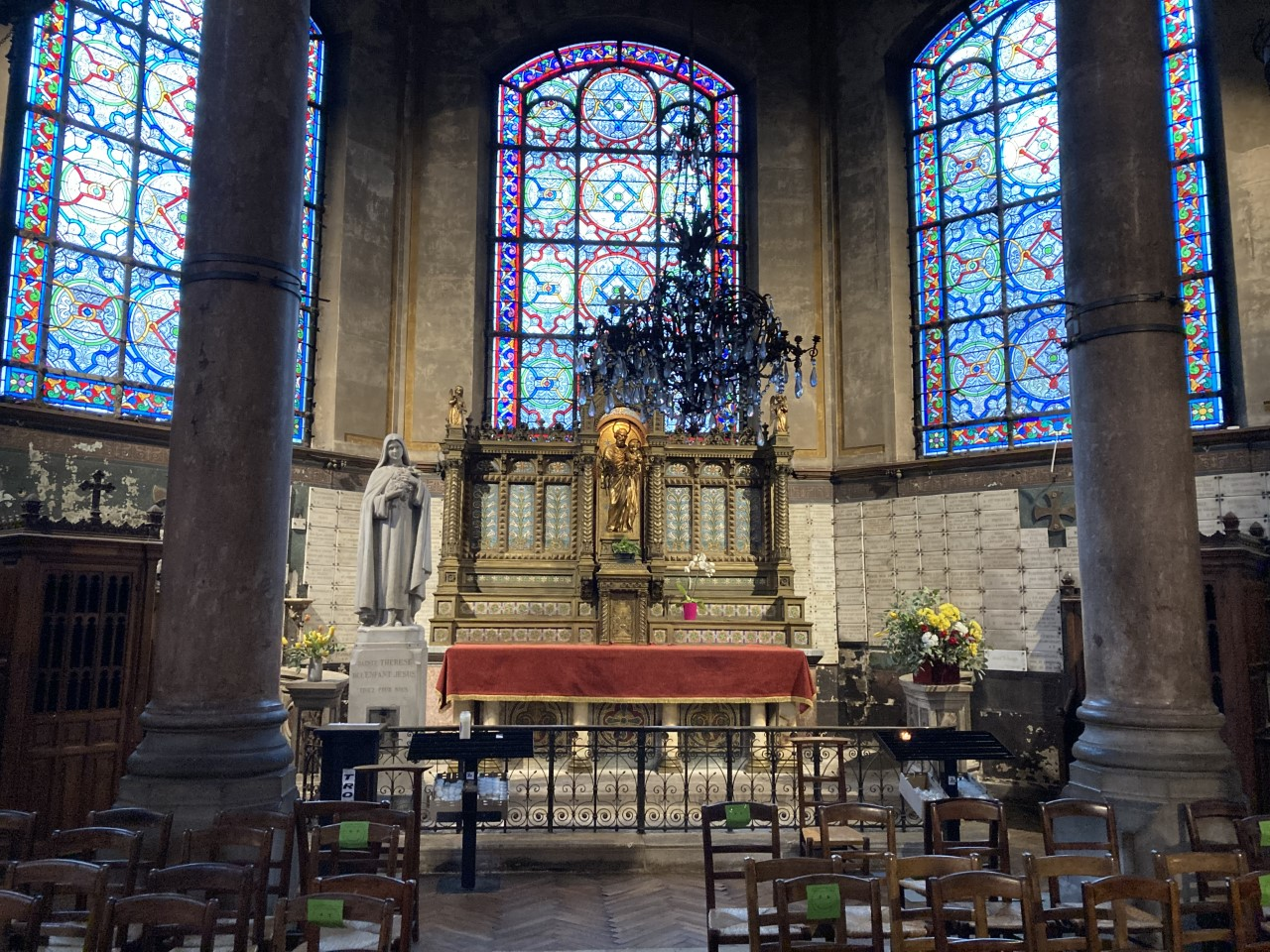
Chapelle Saint-Joseph.
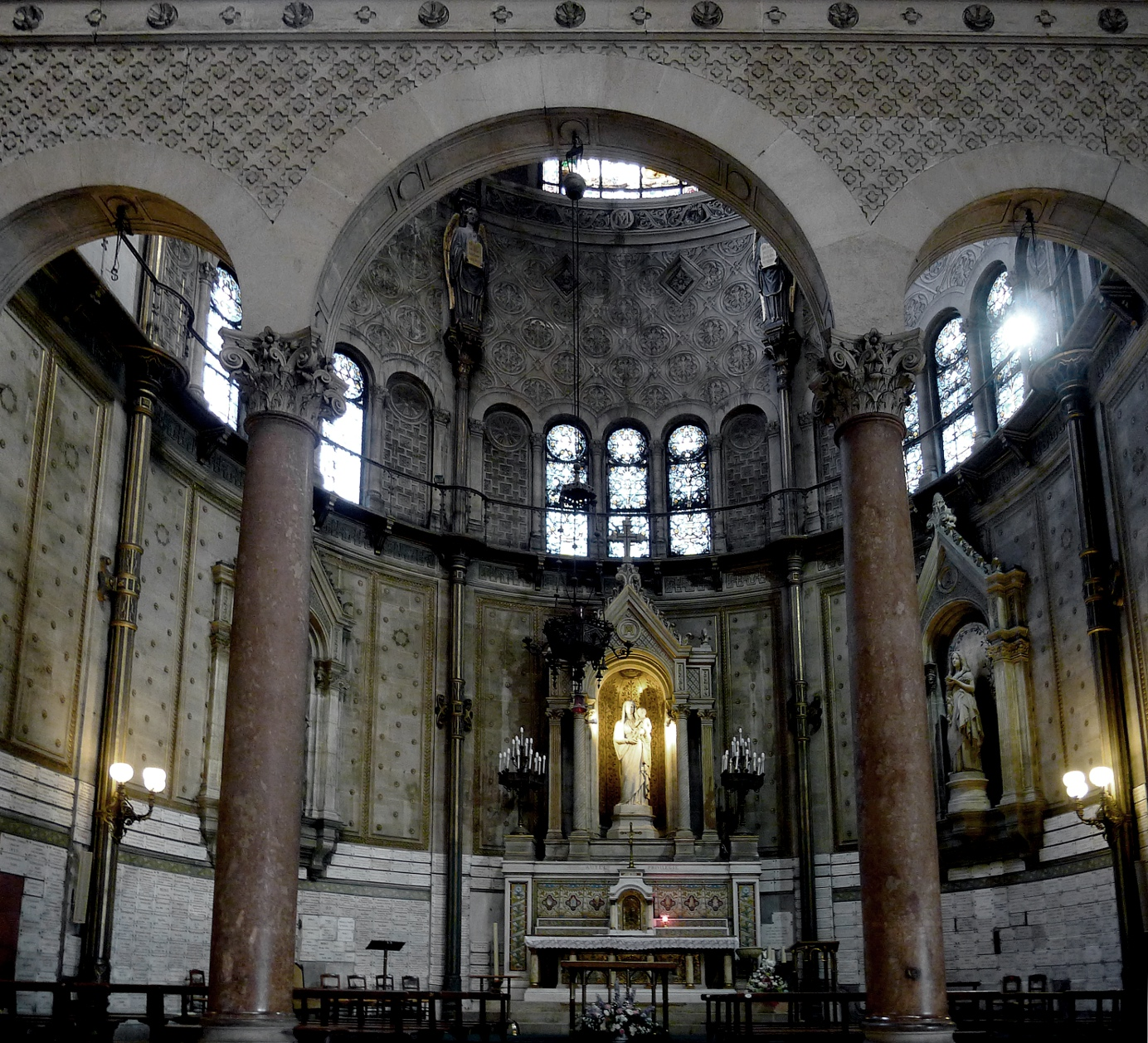
Chapelle de la Vierge.
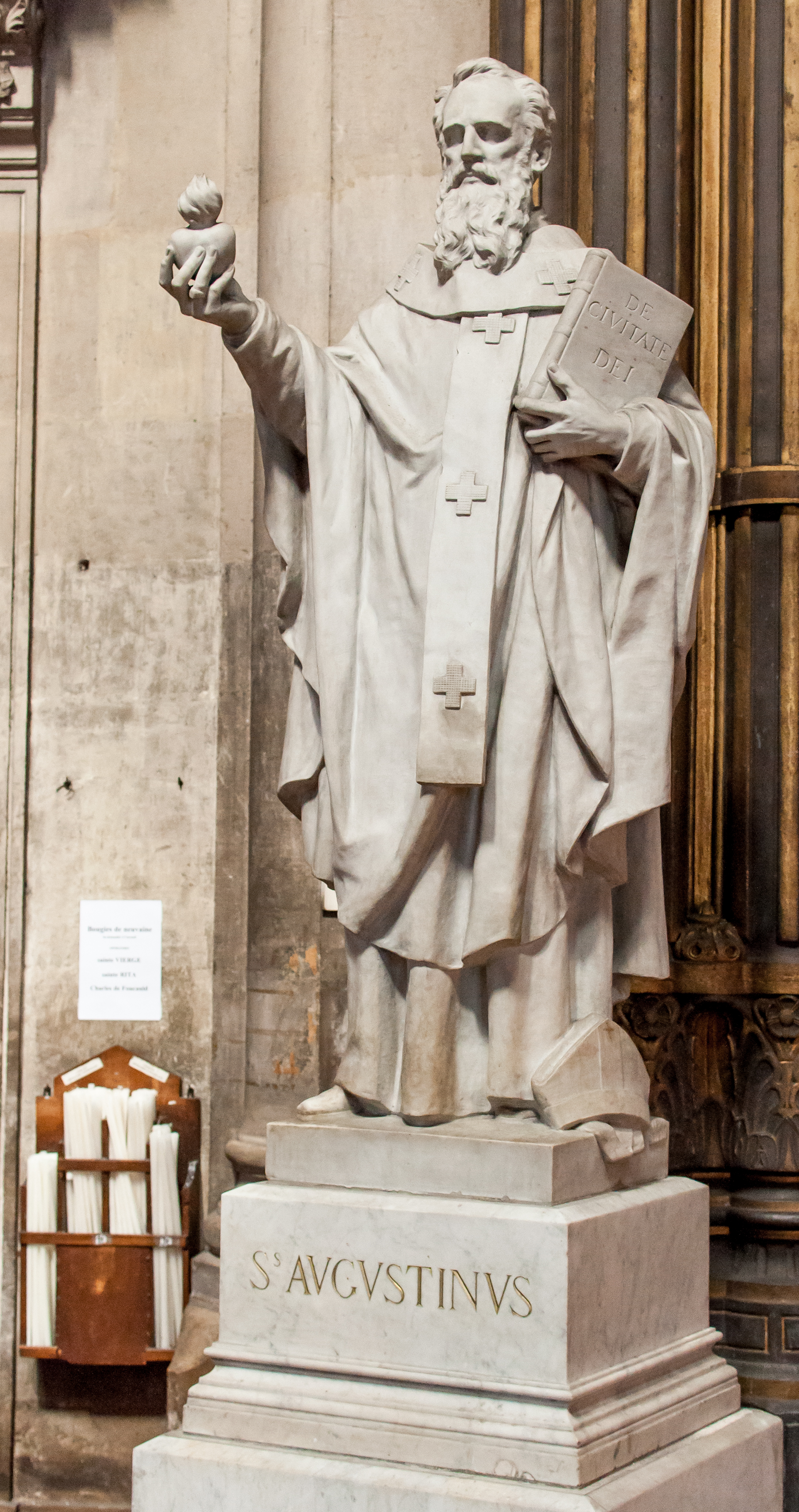
Statue de saint Augustin, par Louis Noël.
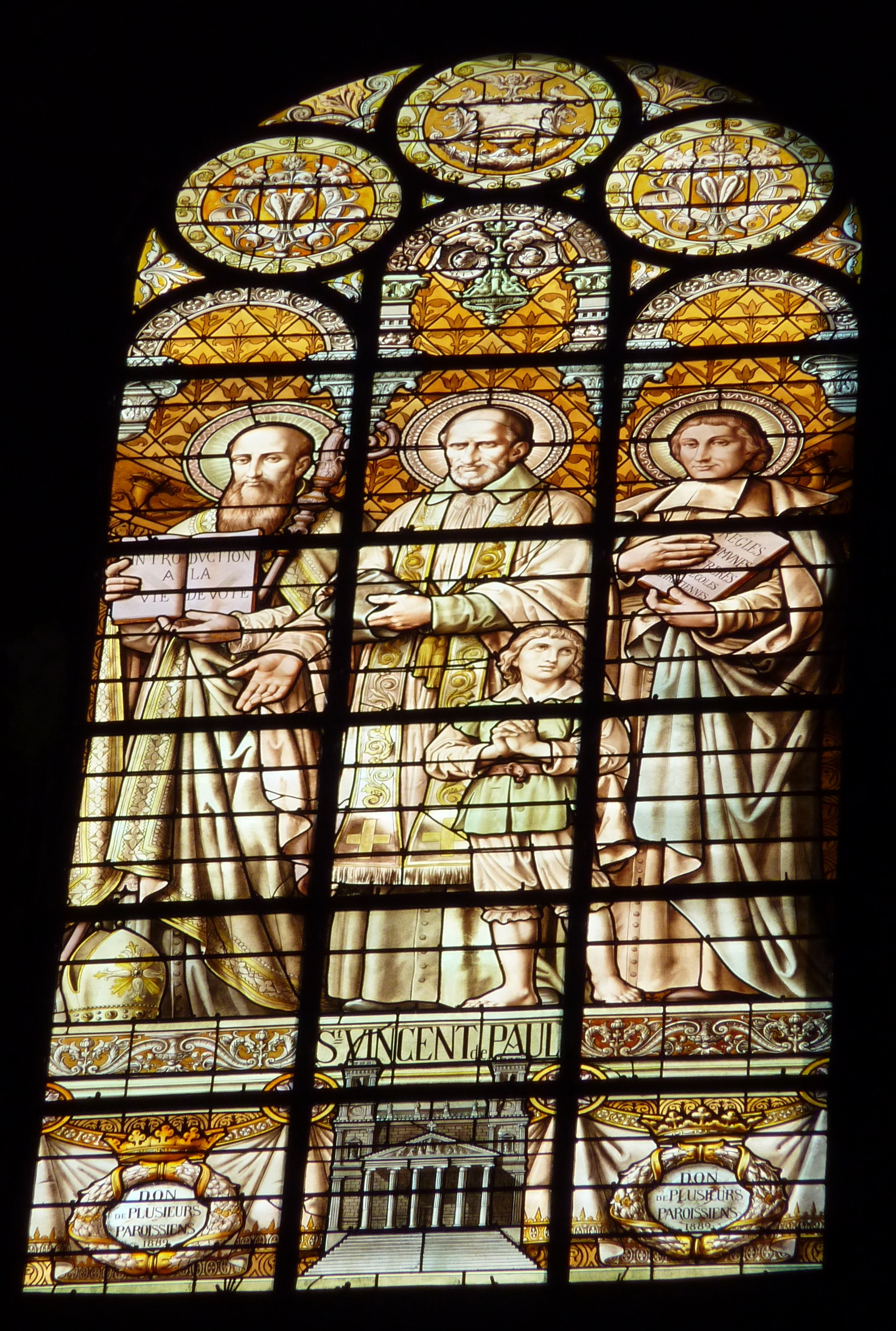
Vitrail de saint Vincent de Paul avec François de Sales et Jean-Baptiste de La Salle.

## Les orgues

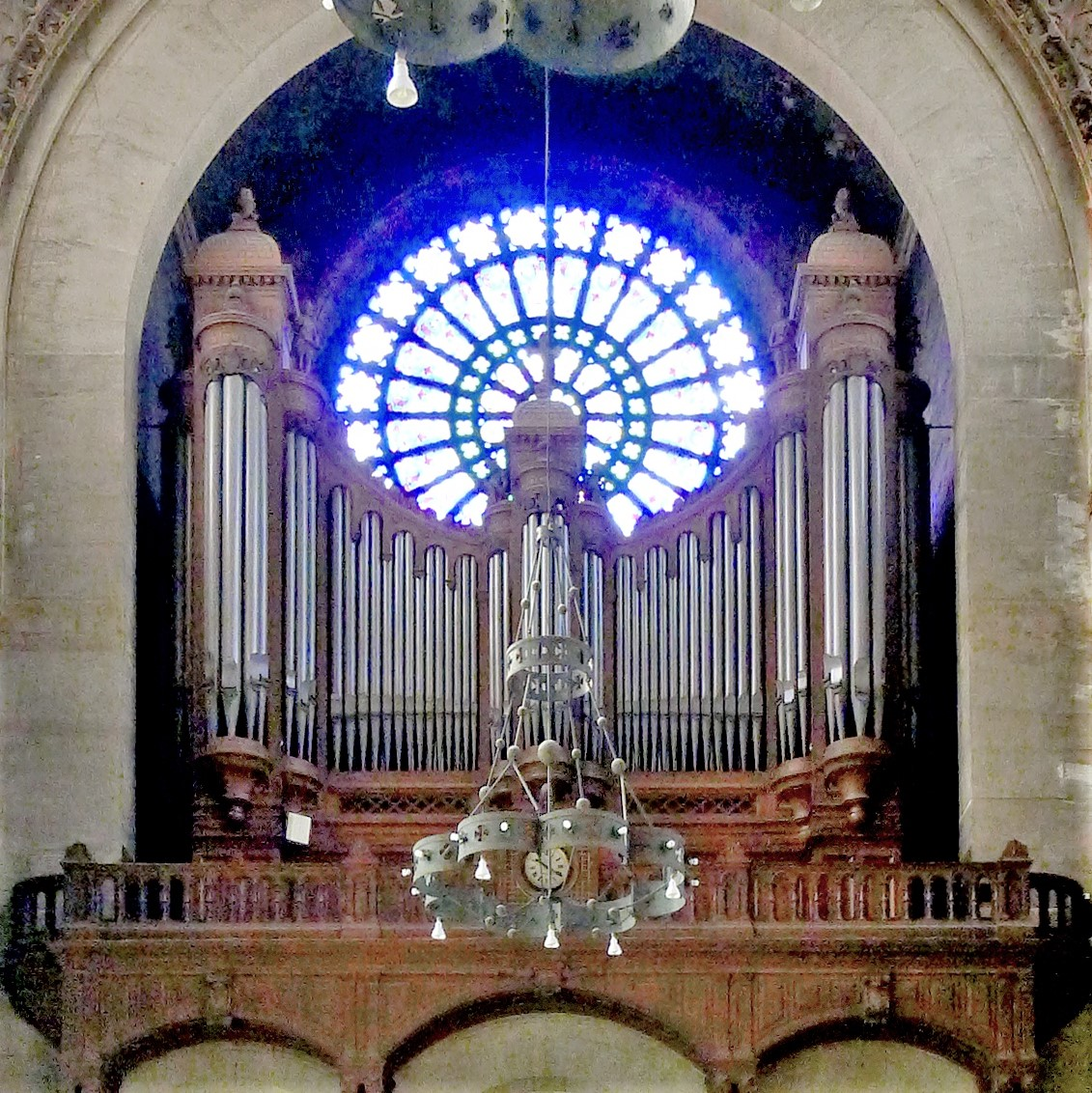
L'orgue de tribune.

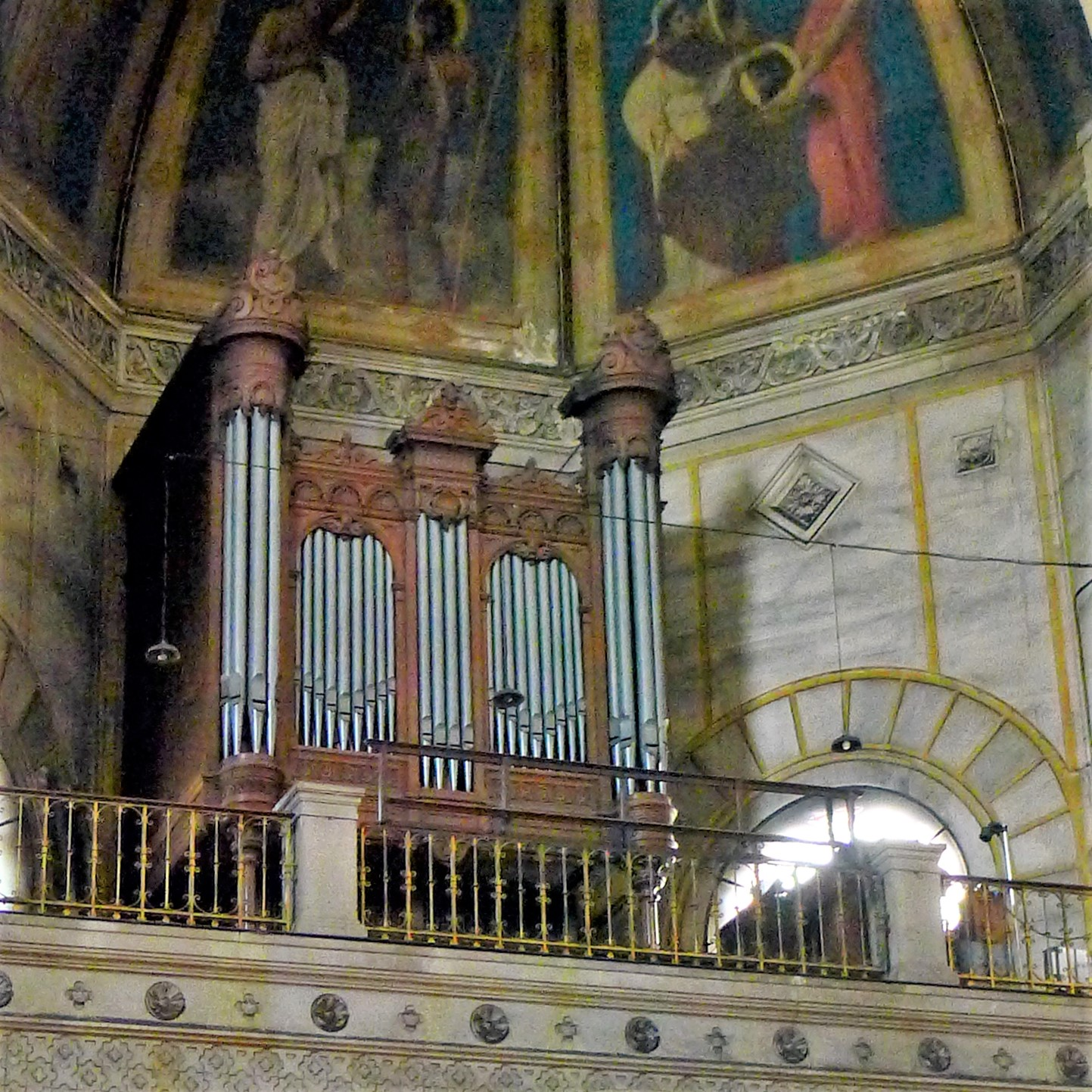
L'orgue de chœur.

### Le grand orgue de tribune
Les grandes orgues sont l'œuvre du facteur Charles Spackman Barker, célèbre dans le monde de l'orgue pour son invention de la « machine Barker » qui révolutionna le mode de transmission. Elles ont été construites en 1867-1868 et inaugurées le 17 juin 1868. Cet orgue fut également un des tout premiers à intégrer l'électricité. L'instrument a été relevé ou restauré par Cavaillé-Coll (1899), Beuchet-Debierre (1961) et Dargassies (1987).
- 3 claviers de 56 notes
- pédalier de 30 notes
- 54 jeux
- transmissions mécaniques avec machine Barker.

Suzanne Chaisemartin fut titulaire du grand orgue de 1949 à 1997.

### L'orgue de chœur
Orgue Cavaillé-Coll-Mutin (1899) ; refait par Danion-Gonzalez (1973) - Dargassies (1983).
2 claviers de 61 notes et pédalier de 32 notes ; transmissions électriques ; 30 jeux (21 réels).